# Čata
Čata (Hongaars: Csata) is een Slowaakse gemeente in de regio Nitra, en maakt deel uit van het district Levice.
Čata telt 1.114 inwoners.